# Олком (футбольний клуб)
СК «Олком» — український спортивний клуб з міста Мелітополя Запорізької області, що культивує футбол, бокс та автокрос багі. Спортивний клуб утворений у січні 2001 року.
Футбольний клуб «Олком» утворений у 1991 році. Матчі проводив на стадіоні «Спартак» імені Олега Олексенка (2000 місць). Виступав у другій лізі чемпіонату України, але з 2 березня 2011 року знявся зі змагань.

## ФК «Олком»

### Історія

#### Колишні назви
- «Торпедо» (1991—1999).
- Хоча СК «Олком» було створено у січні 2001, футбольний клуб виступає під сучасною назвою вже з 4 квітня 2000 року[3][4].

## Всі сезони в незалежній Україні
| Сезон   | Чемпіонат          | Чемпіонат | Чемпіонат | Чемпіонат | Чемпіонат | Чемпіонат | Чемпіонат | Чемпіонат | Чемпіонат | Кубок        | Кубок | Кубок | Кубок | Кубок | Кубок | Кубок | Кубок | Примітка |
| Сезон   | Ліга               | Місце     | І         | В         | Н         | П         | ЗМ        | ПМ        | О         | Етап         | І     | В     | Н     | П     | ЗМ    | ПМ    | О     | Примітка |
| ------- | ------------------ | --------- | --------- | --------- | --------- | --------- | --------- | --------- | --------- | ------------ | ----- | ----- | ----- | ----- | ----- | ----- | ----- | -------- |
| 1992/93 | Перехідна (D4)     | 11 з 18   | 34        | 12        | 6         | 16        | 39        | 41        | 30        | —            | —     | —     | —     | —     | —     | —     | —     |          |
| 1993/94 | Перехідна (D4)     | 8 з 18    | 34        | 12        | 12        | 10        | 35        | 34        | 36        | 1/64 фіналу  | 1     | 0     | 0     | 1     | 1     | 2     | 0     |          |
| 1994/95 | Третя (D4)         | 4 з 22    | 42        | 24        | 11        | 7         | 51        | 31        | 83        | 1/64 фіналу  | 1     | 0     | 1     | 0     | 1     | 1     | 1     |          |
| 1995/96 | Друга (D3) Група Б | 13 з 21   | 38        | 12        | 14        | 12        | 44        | 35        | 50        | 1/64 фіналу  | 2     | 0     | 1     | 1     | 2     | 3     | 1     |          |
| 1996/97 | Друга (D3) Група Б | 10 з 17   | 32        | 9         | 14        | 9         | 26        | 32        | 41        | 1/128 фіналу | 1     | 0     | 0     | 1     | 0     | 1     | 0     |          |
| 1997/98 | Друга (D3) Група Б | 14 з 17   | 32        | 7         | 12        | 13        | 38        | 43        | 33        | 1/64 фіналу  | 3     | 1     | 1     | 1     | 5     | 5     | 4     |          |
| 1998/99 | Друга (D3) Група Б | 7 з 16    | 26        | 10        | 7         | 9         | 27        | 35        | 37        | —            | —     | —     | —     | —     | —     | —     | —     |          |
| Всього  | Друга (D3)         | 1 сезон   | 40        | 21        | 10        | 9         | 59        | 36        | 73        | >3 сезони    | 8     | 5     | 0     | 3     | 17    | 11    | 15    |          |
| Всього  | Третя (D4)         | 3 сезон   | 110       | 62        | 25        | 23        | 144       | 71        | 211       |              |       |       |       |       |       |       |       |          |

## «Олком-2» та ДЮСШ «Олком»
Окрім основної команди, у структурі футбольного клубу є команди «Олком-2» та ДЮСШ «Олком». «Олком-2» виступав у чемпіонатах Мелітополя та Запорізької області. Команда ДЮСШ «Олком» також представлена в чемпіонаті області з футболу та міні-футбольних турнірах. У лютому 2010 року під час VI чергового Конгресу Запорізької обласної федерації футболу «Олком-2» та ДЮСШ «Олком» були відзначені нагородами. Директором ДЮСШ «Олком» є Юрій Петров, тренер — Михайло Чалий.

## Досягнення
Торпедо (Мелітополь)
- Чемпіон Запорізької області з футболу: 1969, 1984, 1992
- Бронзовий призер Чемпіонату Запорізької області з футболу: 1983

ДЮСШ «Олком-97»
- Срібний призер Чемпіонату Запорізької області з міні-футболу (2010)[8].

## Ліквідація СК «Олком»
2 лютого 2011 року засновники ТОВ «Спортивний клуб „Олком“» звернулися до ПФЛ з повідомленням про рішення щодо ліквідації футбольного клубу у зв'язку зі скрутним фінансовим становищем. 2 березня рішенням Центральної Ради ПФЛ ТОВ «Спортивний клуб „Олком“» виведено зі складу ПФЛ, а ФК «Олком» зараховано технічні поразки у матчах, що залишилися до кінця сезону. Футболістам надано статус вільних агентів. У зв'язку з ліквідацією ТОВ «Спортивний клуб „Олком“» команди з боксу та автокросу-багі також були розпущені. Дитяча спортивна школа, що існувала під егідою клубу, перейшла під крило комітету з фізичної культури, спорту та туризму.

## Попередня емблема клубу

## Усі сезони
| Сезон   | Ліга (назва)             | Місце   | Ігор | В  | Н  | П  | М+ | М- | Очок | Кубок України                     |
| ------- | ------------------------ | ------- | ---- | -- | -- | -- | -- | -- | ---- | --------------------------------- |
| 1992/93 | IV (Перехідна ліга)      | 11 з 18 | 34   | 12 | 6  | 16 | 39 | 41 | 30   |                                   |
| 1993/94 | IV (Перехідна ліга)      | 8 з 18  | 34   | 12 | 12 | 10 | 35 | 34 | 36   | 1/64 фіналу                       |
| 1994/95 | IV (Третя ліга)          | 4 з 22  | 42   | 24 | 11 | 7  | 51 | 31 | 83   | 1/32 фіналу                       |
| 1995/96 | III (Друга ліга Група Б) | 13 з 21 | 38   | 12 | 14 | 12 | 44 | 35 | 50   | 1/32 фіналу                       |
| 1996/97 | III (Друга ліга Група Б) | 10 з 17 | 32   | 9  | 14 | 9  | 26 | 32 | 41   | 1/64 фіналу                       |
| 1997/98 | III (Друга ліга Група Б) | 14 з 17 | 32   | 7  | 12 | 13 | 38 | 43 | 33   | 1/64 фіналу                       |
| 1998/99 | III (Друга ліга Група Б) | 7 з 16  | 26   | 10 | 7  | 9  | 27 | 35 | 37   |                                   |
| 1999/00 | III (Друга ліга Група Б) | 8 з 14  | 26   | 10 | 4  | 12 | 26 | 30 | 34   | 1/32 фіналу Кубок другої ліги     |
| 2000/01 | III (Друга ліга Група Б) | 12 з 15 | 28   | 6  | 7  | 15 | 18 | 48 | 25   | Попередній етап Кубок другої ліги |
| 2001/02 | III (Друга ліга Група Б) | 4 з 18  | 34   | 19 | 3  | 12 | 56 | 35 | 60   | Перший етап                       |
| 2002/03 | III (Друга ліга Група Б) | 4 з 16  | 30   | 18 | 5  | 7  | 45 | 27 | 59   | 1/16 фіналу                       |
| 2003/04 | III (Друга ліга Група Б) | 5 з 16  | 30   | 13 | 6  | 11 | 39 | 44 | 45   | 1/32 фіналу                       |
| 2004/05 | III (Друга ліга Група Б) | 8 з 14  | 26   | 9  | 7  | 10 | 27 | 33 | 34   | 1/32 фіналу                       |
| 2005/06 | III (Друга ліга Група Б) | 14 з 16 | 28   | 6  | 7  | 15 | 25 | 39 | 25   | 1/32 фіналу                       |
| 2006/07 | III (Друга ліга Група Б) | 7 з 16  | 28   | 10 | 8  | 10 | 35 | 29 | 38   | 1/16 фіналу                       |
| 2007/08 | III (Друга ліга Група Б) | 9 з 18  | 34   | 14 | 7  | 13 | 38 | 34 | 49   | Другий попередній етап            |
| 2008/09 | III (Друга ліга Група Б) | 7 з 18  | 34   | 14 | 8  | 12 | 40 | 43 | 50   | 1/16 фіналу                       |
| 2009/10 | III (Друга ліга Група Б) | 10 з 14 | 26   | 7  | 5  | 14 | 31 | 42 | 26   | Перший попередній етап            |
| 2010/11 | III (Друга ліга Група Б) | 11 з 12 | 22   | 5  | 2  | 15 | 21 | 22 | 17   | Другий попередній етап            |